# 蓝胸舞蟌
蓝胸舞蟌（学名：Argia apicalis）是蜻蛉目下的一种蜻蜓
，
分布于美国中部与东部
。

## 成虫描述
雄性的胸节和腹节最后三节上部为鲜蓝色，腹节的其他节呈黑色

:64-65。
雌性的胸节可有两种不同颜色，故分为棕形与蓝形
。

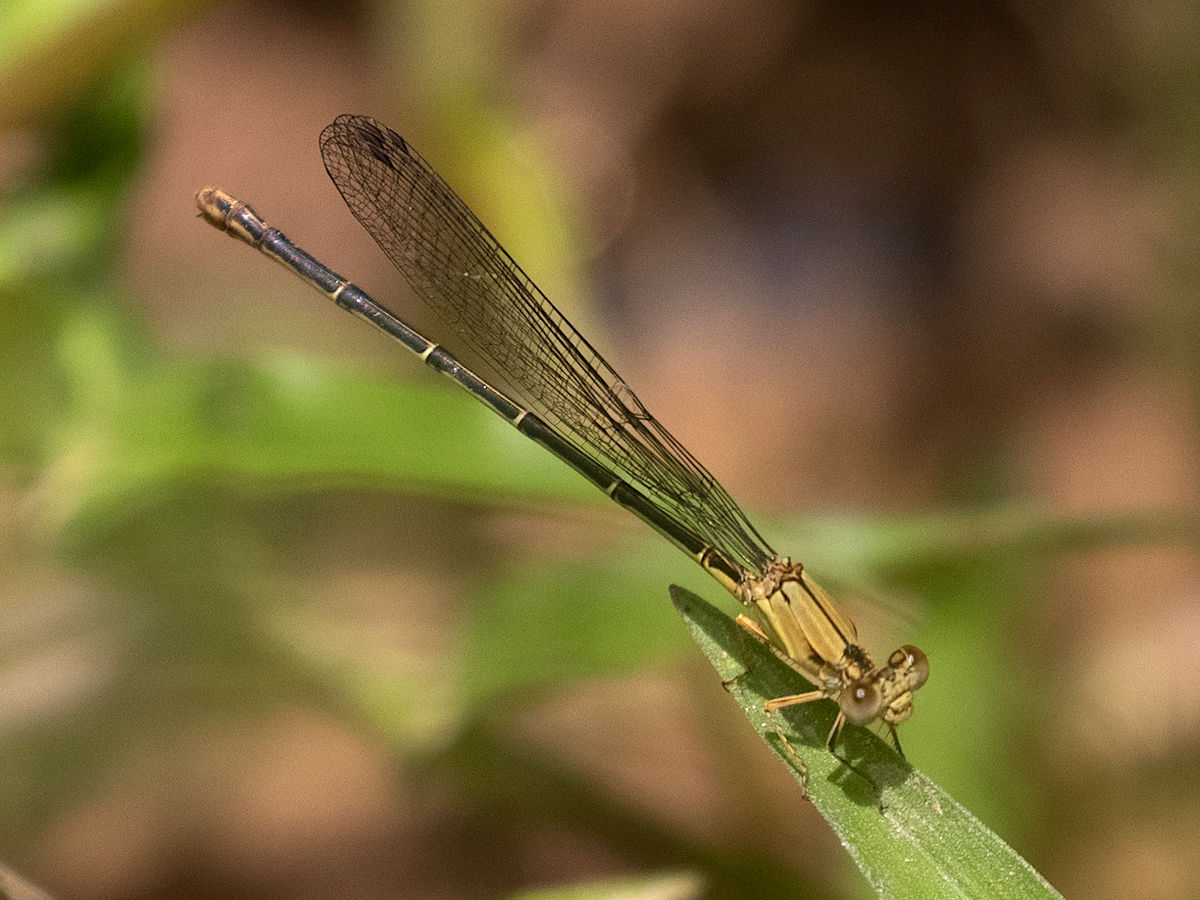
棕形雌性
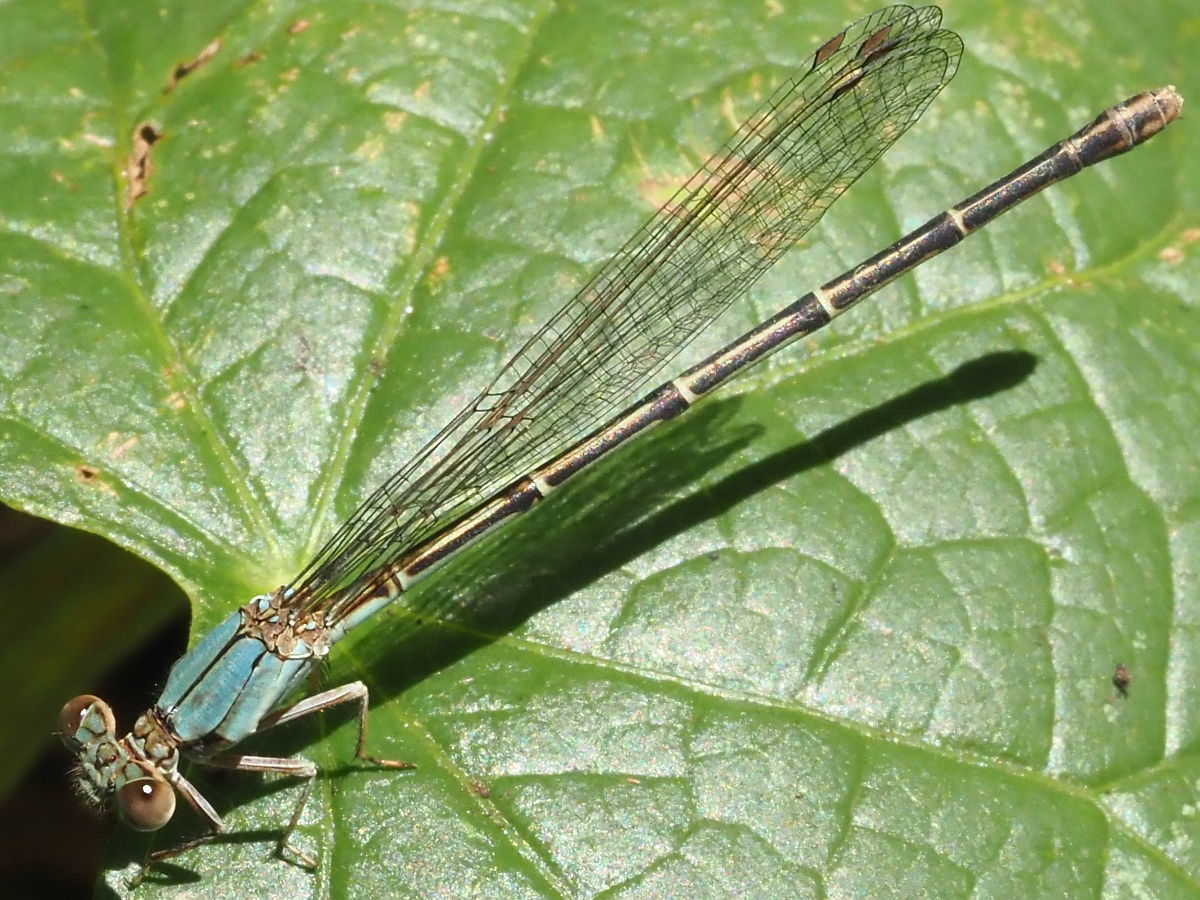
蓝形雌性

## 繁殖
交配时一对成虫会先「串连」起来：雄虫以它腹节后的鳍足抓住雌虫的头部和胸节之间，形成串连（tandem）。然后雌虫把她的腹节弯曲至雄虫腹节的第二、三节去取精子；这对便形成一个「轮」（wheel）。
:5-6
。

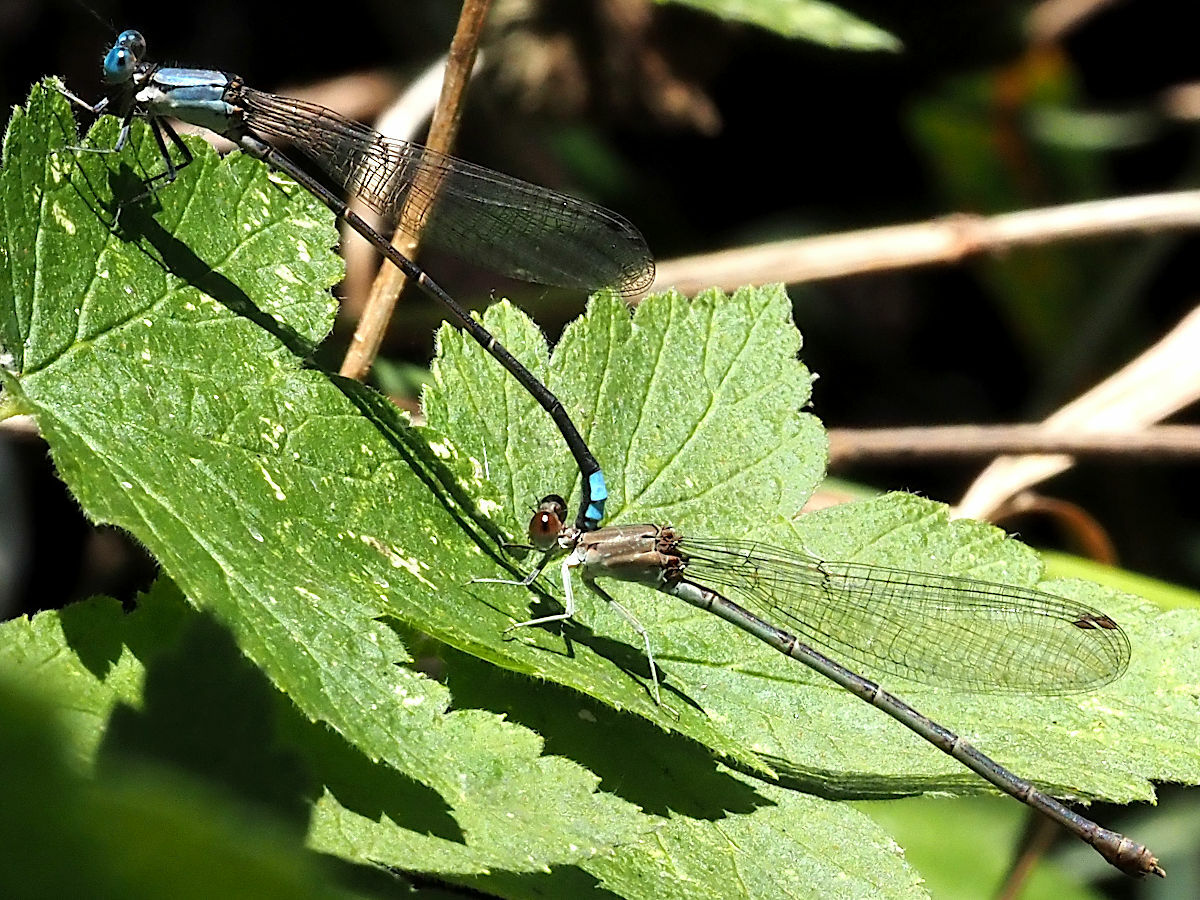
配偶串连
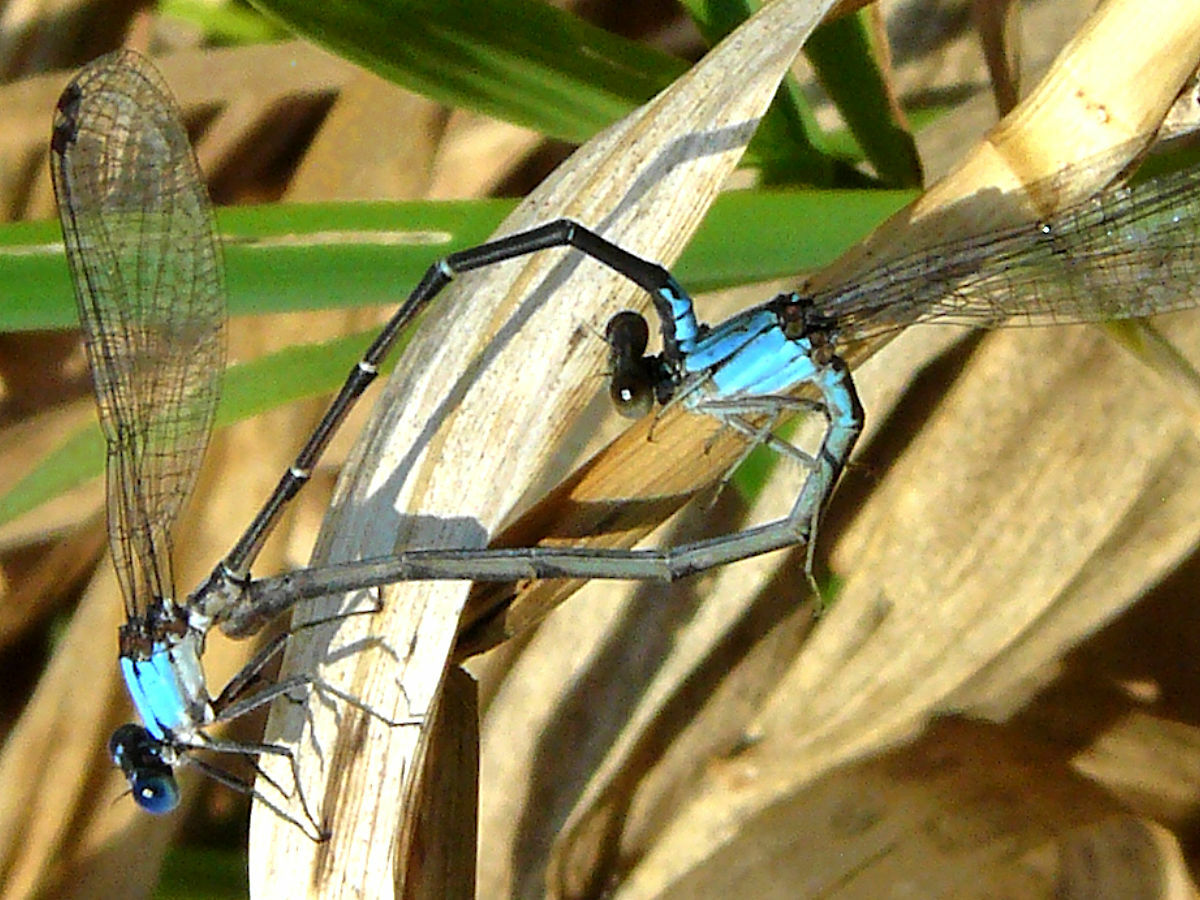
交配轮